# Gran Premio di Germania 1962
Il Gran Premio di Germania 1962 si è svolto domenica 5 agosto 1962 al Nürburgring. La gara è stata vinta da Graham Hill su BRM, seguito da John Surtees su Lola e da Dan Gurney su Porsche.

## Vigilia
Il Gran Premio vede il debutto in Formula 1 della scuderia Brabham, guidata dal solo Jack Brabham

## Qualifiche
Le qualifiche videro la prima pole per Dan Gurney e per la Porsche. Jack Brabham si qualificò solamente al 25° e penultimo posto.
| Pos | N. | Pilota                  | Auto           | Squadra                        | Tempo   | Distacco |
| --- | -- | ----------------------- | -------------- | ------------------------------ | ------- | -------- |
| 1   | 7  | Dan Gurney              | Porsche        | Porsche System Engineering     | 8:47.2  | -        |
| 2   | 11 | Graham Hill             | BRM            | Owen Racing Organisation       | 8:50.2  | +3.0     |
| 3   | 5  | Jim Clark               | Lotus-Climax   | Team Lotus                     | 8:51.2  | +4.0     |
| 4   | 14 | John Surtees            | Lola-Climax    | Yeoman Credit Racing Team      | 8:57.5  | +10.3    |
| 5   | 9  | Bruce McLaren           | Cooper-Climax  | Cooper Car Company             | 9:00.7  | +13.5    |
| 6   | 8  | Jo Bonnier              | Porsche        | Porsche System Engineering     | 9:04.0  | +16.8    |
| 7   | 12 | Richie Ginther          | BRM            | Owen Racing Organisation       | 9:05.9  | +18.7    |
| 8   | 18 | Carel Godin de Beaufort | Porsche        | Ecurie Maarsbergen             | 9:12.9  | +25.7    |
| 9   | 15 | Roy Salvadori           | Lola-Climax    | Yeoman Credit Racing Team      | 9:14.1  | +26.9    |
| 10  | 3  | Ricardo Rodríguez       | Ferrari        | Scuderia Ferrari SpA SEFAC     | 9:14.2  | +27.0    |
| 11  | 17 | Maurice Trintignant     | Lotus-Climax   | Rob Walker Racing Team         | 9:19.0  | +31.8    |
| 12  | 1  | Phil Hill               | Ferrari        | Scuderia Ferrari SpA SEFAC     | 9:24.7  | +37.5    |
| 13  | 2  | Giancarlo Baghetti      | Ferrari        | Scuderia Ferrari SpA SEFAC     | 9:28.1  | +40.9    |
| 14  | 32 | Heini Walter            | Porsche        | Ecurie Filipinetti             | 9:30.0  | +42.8    |
| 15  | 26 | Nino Vaccarella         | Porsche        | Scuderia Repubblica di Venezia | 9:33.8  | +46.6    |
| 16  | 25 | Ian Burgess             | Cooper-Climax  | Anglo-American Equipe          | 9:39.2  | +52.0    |
| 17  | 19 | Jo Siffert              | Lotus-Climax   | Ecurie Filipinetti             | 9:39.3  | +52.1    |
| 18  | 4  | Lorenzo Bandini         | Ferrari        | Scuderia Ferrari SpA SEFAC     | 9:39.7  | +52.5    |
| 19  | 27 | Keith Greene            | Gilby-BRM      | Gilby Engineering              | 9:47.1  | +59.9    |
| 20  | 28 | Heinz Schiller          | Lotus-BRM      | Ecurie Filipinetti             | 9:51.5  | +64.3    |
| 21  | 20 | Jackie Lewis            | Cooper-Climax  | Ecurie Galloise                | 9:58.0  | +70.8    |
| 22  | 6  | Trevor Taylor           | Lotus-Climax   | Team Lotus                     | 10:09.6 | +82.4    |
| 23  | 31 | Bernard Collomb         | Cooper-Climax  | Privato                        | 10:09.7 | +82.5    |
| 24  | 10 | Tony Maggs              | Cooper-Climax  | Cooper Car Company             | 10:21.2 | +94.0    |
| 25  | 16 | Jack Brabham            | Brabham-Climax | Brabham Racing Organisation    | 10:21.6 | +94.4    |
| 26  | 21 | Lucien Bianchi          | ENB-Maserati   | Equipe Nationale Belge         | 10:40.7 | +113.5   |
| DNQ | 29 | Tony Shelly             | Lotus-Climax   | John Dalton                    | 10:18.6 | +91.4    |
| DNQ | 34 | Wolfgang Seidel         | Lotus-BRM      | Autosport Team W Seidel        | 10:38.2 | +111.0   |
| DNQ | 30 | Jay Chamberlain         | Lotus-Climax   | Ecurie Excelsior               | 11:12.9 | +145.7   |
| DNQ | 34 | Günther Seiffert        | Lotus-BRM      | Autosport Team W Seidel        | 11:38.9 | +171.7   |
| WD  | 33 | Tony Marsh              | BRM            | Owen Racing Organisation       |         |          |

## Gara
Jack, durante la gara, porta la sua monoposto fino al 9º posto già al termine del primo giro, per poi ritirarsi al 9º passaggio quando occupava la 14ª posizione.
| Pos | N. | Pilota                  | Costruttore/Motore | Giri | Tempo/Ritiro        | Griglia | Punti |
| --- | -- | ----------------------- | ------------------ | ---- | ------------------- | ------- | ----- |
| 1   | 11 | Graham Hill             | BRM                | 15   | 2:38:45.3           | 2       | 9     |
| 2   | 14 | John Surtees            | Lola-Climax        | 15   | + 2.5               | 4       | 6     |
| 3   | 7  | Dan Gurney              | Porsche            | 15   | + 4.4               | 1       | 4     |
| 4   | 5  | Jim Clark               | Lotus-Climax       | 15   | + 42.1              | 3       | 3     |
| 5   | 9  | Bruce McLaren           | Cooper-Climax      | 15   | + 1:19.6            | 5       | 2     |
| 6   | 3  | Ricardo Rodríguez       | Ferrari            | 15   | + 1:23.8            | 10      | 1     |
| 7   | 8  | Jo Bonnier              | Porsche            | 15   | + 4:37.3            | 6       |       |
| 8   | 12 | Richie Ginther          | BRM                | 15   | + 5:00.1            | 7       |       |
| 9   | 10 | Tony Maggs              | Cooper-Climax      | 15   | + 5:07.0            | 24      |       |
| 10  | 2  | Giancarlo Baghetti      | Ferrari            | 15   | + 8:14.7            | 13      |       |
| 11  | 25 | Ian Burgess             | Cooper-Climax      | 15   | + 8:15.3            | 16      |       |
| 12  | 19 | Jo Siffert              | Lotus-Climax       | 15   | + 8:15.5            | 17      |       |
| 13  | 18 | Carel Godin de Beaufort | Porsche            | 15   | + 9:11.8            | 8       |       |
| 14  | 32 | Heini Walter            | Porsche            | 14   | + 1 giro            | 14      |       |
| 15  | 26 | Nino Vaccarella         | Porsche            | 14   | + 1 giro            | 15      |       |
| 16  | 21 | Lucien Bianchi          | ENB-Maserati       | 14   | + 1 giro            | 26      |       |
| Rit | 20 | Jackie Lewis            | Cooper-Climax      | 10   | Sospensione         | 21      |       |
| Rit | 1  | Phil Hill               | Ferrari            | 9    | Sospensione         | 12      |       |
| Rit | 16 | Jack Brabham            | Brabham-Climax     | 9    | Acceleratore        | 25      |       |
| Rit | 27 | Keith Greene            | Gilby-BRM          | 7    | Sospensione         | 19      |       |
| Rit | 15 | Roy Salvadori           | Lola-Climax        | 4    | Cambio              | 9       |       |
| Rit | 17 | Maurice Trintignant     | Lotus-Climax       | 4    | Cambio              | 11      |       |
| Rit | 4  | Lorenzo Bandini         | Ferrari            | 4    | Incidente           | 18      |       |
| Rit | 28 | Heinz Schiller          | Lotus-BRM          | 4    | Pressione dell'olio | 20      |       |
| Rit | 31 | Bernard Collomb         | Cooper-Climax      | 2    | Cambio              | 23      |       |
| Rit | 6  | Trevor Taylor           | Lotus-Climax       | 0    | Incidente           | 22      |       |

## Statistiche

### Piloti
- 2ª vittoria per Graham Hill
- 1° pole position per Dan Gurney
- 1° e unico Gran Premio per Heinz Schiller, Gunther Seiffert e Heini Walter
- Ultimo Gran Premio per Wolfgang Seidel e Jackie Lewis

### Costruttori
- 3° vittoria per la BRM
- 1° e unica pole position per la Porsche
- 5º e ultimo podio per la Porsche
- 10° podio per la BRM
- 1º Gran Premio per la Brabham
- 1° e unico Gran Premio per la ENB

### Motori
- 3ª vittoria per il motore BRM
- 1° e unica pole position per il motore Porsche
- 5º e ultimo podio per il motore Porsche

### Giri al comando
- Dan Gurney (1-2)
- Graham Hill (3-15)

## Classifiche Mondiali

### Piloti
| Pos | Pilota                  | Punti |
| --- | ----------------------- | ----- |
| 1   | Graham Hill             | 28    |
| 2   | Jim Clark               | 21    |
| 3   | John Surtees            | 19    |
| 4   | Bruce McLaren           | 18    |
| 5   | Phil Hill               | 14    |
| 6   | Dan Gurney              | 13    |
| 7   | Tony Maggs              | 9     |
| 8   | Trevor Taylor           | 6     |
| 9   | Lorenzo Bandini         | 4     |
|     | Richie Ginther          | 4     |
|     | Ricardo Rodriguez       | 4     |
| 12  | Giancarlo Baghetti      | 3     |
|     | Jack Brabham            | 3     |
| 14  | Jo Bonnier              | 2     |
|     | Carel Godin de Beaufort | 2     |

### Costruttori
| Pos | Team          | Punti   |
| --- | ------------- | ------- |
| 1   | BRM           | 31 (32) |
| 2   | Lotus-Climax  | 27      |
| 3   | Cooper-Climax | 23      |
| 4   | Lola-Climax   | 19      |
| 5   | Porsche       | 16      |
| 6   | Ferrari       | 15      |